# Kristjan Fajt
Kristjan Fajt, slovenski kolesar, * 7. maj 1982, Koper.
Tekmuje za kolesarski klub Perutnina Ptuj. Leta 2016 je bil padel na testiranju za doping na EPO, kaznovan je bil s prepovedjo nastopanja treh let in devetih mesecev. 